# 이탁 (조선)
이탁(李鐸, 1509년 5월 13일(음력 4월 25일) ~ 1576년 2월 9일(음력 1월 10일)은 조선 중기의 문신으로, 자는 선명(善鳴), 호는 약봉(藥峰), 시호는 정숙(定肅), 본관은 전의(全義)이다. 이해수(李海壽)의 아버지이다.

## 행적
1531년(중종 26) 진사시(進士試), 1535년(중종 30) 문과에 급제하여, 권지부정자(權知副正字)로 관직을 시작했다.
여러 관직을 거쳐 1542년(중종 37) 정언(正言), 좌랑(佐郞), 지평(持平)을 역임했다.
이후 홍언필, 윤인경, 유관, 성세창, 상진, 이준경, 이윤경, 윤개, 정옥형, 심연원, 권벌, 홍섬, 정사룡 등과 윤원로를 탄핵해서 귀양을 보냈다.
1546년(명종 원년) 이조정랑(吏曹正郞)에 임명되었고, 이듬해 검상(檢詳)으로 옮겼다가 사인(舍人)으로 승진했다.
1548년(명종 3) 집의(執義)로 옮겼는데, 대사헌(大司憲) 구수담(具壽聃) 등과 함께 좌의정(左議政) 이기(李芑)의 처벌을 청했으나 허락받지 못했다.
같은 해 사재감첨정(司宰監僉正)으로 좌천되었다가 홍문관교리(弘文館校理)를 거쳤고, 이듬해 부응교(副應敎)로 승진했다가 5일 만에 또 응교(應敎)로 승진했다.
1551년(명종 6) 왕명으로 구황을 위해 경기도로 파견되었고, 같은 해 전한(典翰)과 홍문관직제학(弘文館直提學), 이듬해 동부승지(同副承旨), 좌부승지(左副承旨)를 거쳤다.
1553년(명종 8) 첨지중추부사(僉知中樞府事)로서 진헌사(進獻使)가 되어 명에 사신으로 갔다가 돌아왔고, 홍문관부제학(弘文館副提學)으로 옮겼다.
이듬해 다시 좌부승지로 옮겼다가 같은 해 우승지(右承旨), 또 그 이듬해 좌승지(左承旨), 도승지(都承旨)로 차례로 승진했고, 이조참의(吏曹參議)로 옮겼다.
1556년(명종 11) 예조참의(禮曹參議), 홍문관부제학, 판결사(判決事), 1557년(명종 12) 공조참의(工曹參議), 대사간(大司諫), 이조참의, 도승지, 1558년(명종 13) 용양위호군(龍驤衛護軍), 첨지중추부사(僉知中樞府事), 우윤(右尹), 1559년(명종 14) 도승지를 거쳤다.
같은 해 황해도에 임꺽정(林巨正)이 이끄는 도적이 출몰하자 황해도관찰사(黃海道觀察使)로 나갔고, 1561년(명종 16) 동지중추부사(同知中樞府事), 공조참판(工曹參判), 이듬해 형조참판(刑曹參判)을 거쳐 청홍도관찰사(淸洪道觀察使)로 나갔다.
1563년(명종 18) 예조참판(禮曹參判), 이조참판(吏曹參判), 1564년(명종 19) 대사간(大司諫), 대사헌(大司憲), 홍문관부제학, 1565년(명종 20) 대사헌, 공조참판, 대사간, 대사헌, 이조참판을 거쳐, 특명으로 공조판서(工曹判書)로 승진했다.
같은 해 두 번이나 대사헌으로 있으면서 대사간(大司諫) 박순(朴淳) 등과 함께 영의정(領議政) 윤원형(尹元衡)을 여러 번 탄핵하기도 했다.
이듬해 호조판서(戶曹判書), 판윤(判尹), 지중추부사(知中樞府事), 공조판서, 지중추부사를 거쳐, 또 그 이듬해 예조판서(禮曹判書)로 옮겼으나 병으로 사직했다.
그러나 같은 해 다시 예조판서에 임명되었고, 1568년(선조 원년) 우찬성(右贊成), 이조판서(吏曹判書)를 거쳤다.
1571년(선조 4) 복상(卜相)으로 우의정(右議政)·영경연감춘추관사(領經筵監春秋館事)로 임명되었으나, 이듬해 아홉 번이나 사직 상소를 올려 사직을 허락받았다.
1573년(선조 6) 영의정의 복상이 있었는데, 좌의정 박순이 영중추부사(領中樞府事) 홍섬(洪暹)과 판중추부사(判中樞府事) 이탁을 추천했다.
이 때 이탁이 낙점되었고, 영의정·영경연홍문관예문관춘추관관상감사(領經筵弘文館藝文館春秋館觀象監事)로 임명되었다.
이듬해 홍섬이 영의정이 되자 좌의정으로 밀려났으며, 이 해 스물여섯 번이나 사직 상소를 올린 끝에 사직을 허락받았다.
1576년(선조 9) 판중추부사로 재직 중 졸했다. 그가 전조(銓曹)에 있을 적에 힘껏 공정한 도(道)를 넓히자 선비들의 신망이 매우 무거웠으며, 재상의 지위에 있으면서 검소하고 청빈하게 지내어 녹봉을 받는 이외에 따로 산업을 영위하지 않았다. 고을에서 간혹 예물을 보내는 것이 있으면 곧 이웃과 친구들에게 나누어주고 주방에 남겨두는 일이 없었다. 죽음에 임하여 아들 해수(海壽)에게 말하기를, 죽든 관곽(棺槨)을 반드시 임금이 주는 것을 쓰고 바꾸지 말라.’ 하였다. 졸하자 사람들이 애석하게 여기면서, 근세에 전조(銓曹)의 정사(政事)가 공정하기로는 이탁보다 나은 사람이 없었다고 하였다. 이탁이 30여년 간 조정에 벼슬하면서 한 번도 권문(權門)에 몸을 굽혀 찾아가지 않았다. 명종 말년에는 박순(朴淳)과 함께 윤원형을 탄핵하여 제거하였으나, 또한 그의 당여(黨與)를 끝까지 다스리지 않고 진정시키기를 힘썼다. 이 때문에 사람들이 따르게 되어 정승에 제수되었을 적에 이의를 제기하는 사람이 없었다.

## 가계
- 증조부 : 이굉식(李宏植)[6] : 구례현감(求禮縣監), 증(贈) 이조판서(吏曹判書)
  - 조부 - 이맹희(李孟禧)[6] : 광양현감(光陽縣監), 증 좌찬성(左贊成)
    - 아버지 : 이창형(李昌亨, 1485 ~ 1536)[6] : 신천군수(信川郡守), 증 영의정(領議政)
- 외증조부 : 박서창
  - 외조부 : 제용감첨정(濟用監僉正) 박유(朴維)
    - 어머니 : 밀양 박씨[6][7]
      - 형 : 이수(李鐩, 1507 ~ ?)[6] : 현감(縣監)
      - 남동생 : 이추(李錘, 1512 ~ ?)[6] : 현감
      - 남동생 : 이상(李鏛, 1516 ~ ?)[6]
      - 남동생 : 이용(李鏞, 1523 ~ ?)[6] : 군수(郡守)
      - 누이 : 광산 김씨
      - 매형 : 김조(金銚)

    - 장인 : 이종번(李宗蕃)[1]
      - 부인 : 용인 이씨
        - 장녀 :  이묵석(李墨石, 1533 ~ ?)
        - 장남 : 이해수(李海壽, 1536 ~ 1599) : 도승지(都承旨), 증 이조판서
        - 차남 : 이회수(李淮壽, 1538 ~ ?)[1] : 충청수사(忠淸水使)
        - 3남 - 이명수(李溟壽, 1545 ~ ?)[1]

그의 먼 후손으로 삼풍백화점 붕괴 사고 책임자이자 가해자인 기업인 이준이 있다.